# إير إكسبرس ألجيريا
إير إكسبرس ألجيريا شركة طيران جزائرية خاصة تأسست سنة 2002 مختصة في نقل عمال الشركات العاملة في حقول النفط والغاز في الجنوب الجزائري، مقرها الرئيسي متواجد في حاسي مسعود.

## تاريخ
اير اكسبرس هي شركة طيران جزائرية، حيث يوجد ومقرها في حاسي مسعود، أنشئت عام 2002، تقدم خدمات الطيران لشركات النفط والغاز، يرأس الشركة السيد «شكيب بليلي» وهو مهندس طيران مدني حيث أنه من خريجين المدرسة الوطنية للطيران المدني في تولوز، كما أنه المدير السابق لهيئة الطيران المدني الجزائري والمدير العام السابق للخطوط الجوية الجزائرية، والشركة الوطنية الجزائرية، وتوفر الشركة خدمات الرحلات الجوية غير المنتظمة، يكمن تركيزها على المتطلبات الصناعية النفطية للصحراء الجزائرية (عمليات التنقيب عن الحقول النفطية)، وتغطي الشركة بأعمالها كل من الاتي: (الخدمات الجوية الجزائرية، وخدمات النقل لفرق الإغاثة، وكبار الشخصيات، ورجال الأعمال وعمليات الأجلاء الطبي والإنقاذ)، بالإضافة إلى ذلك يوجد لديها مركز لصيانة الطائرات في مطار حاسي مسعود.

## الأسطول
أسطولها الجوي يتكون من 16 طائرة:

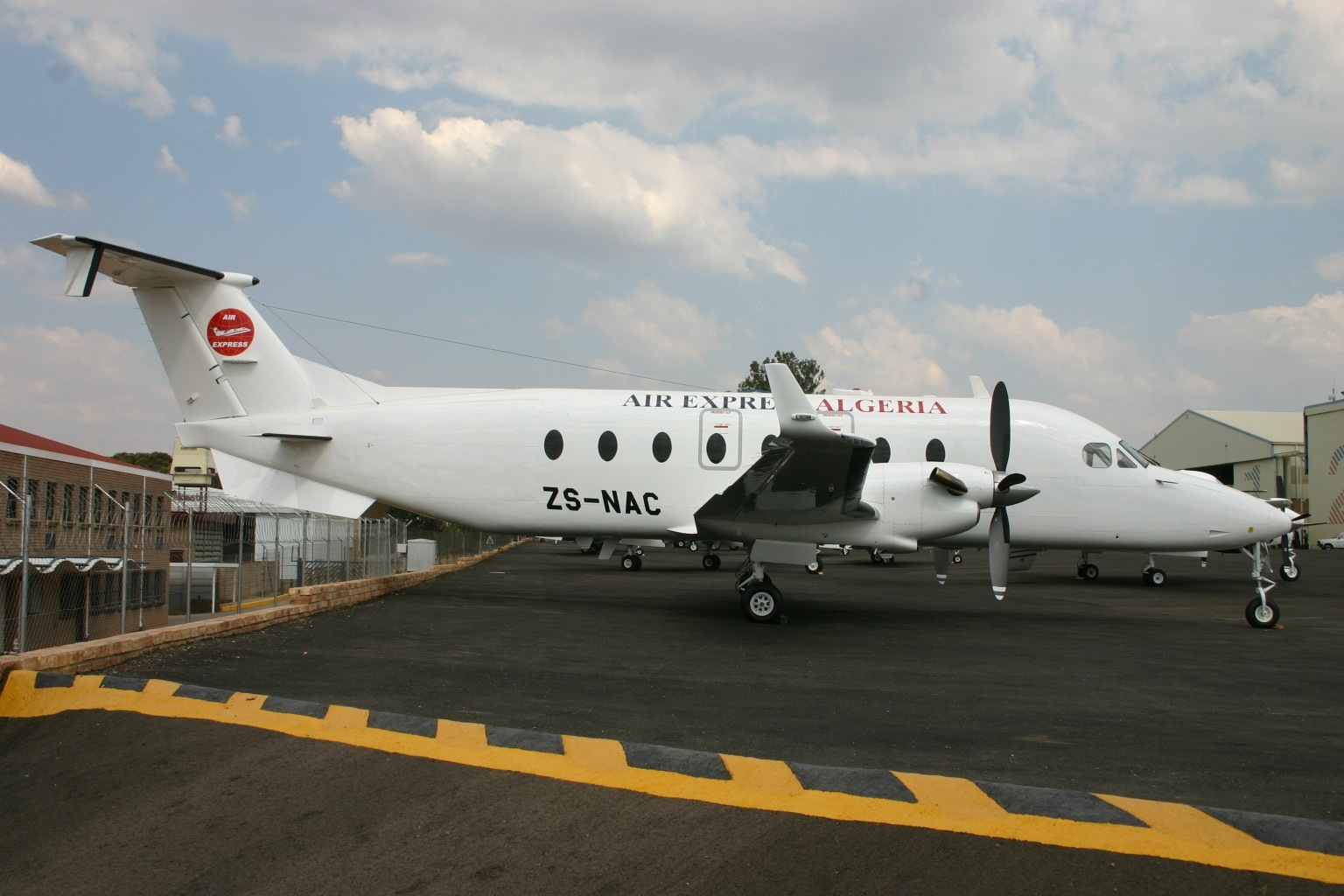
طائرة إير إكسبراس

- طائرة واحدة من طراز Let L-410 UVP-E.
- طائرة واحدة من طراز Raytheon Beech 1900D Airliner.
- طائرة واحدة من طراز Let L-420.
- طائرة واحدة من طراز Pilatus Turbo-Porter PC-6/B2-H4.
- 9 طائرات من طراز بيتشكرافت 1900
- 7 طائرات من طراز ليت إل-410 تربوليت

## شعار الشركة

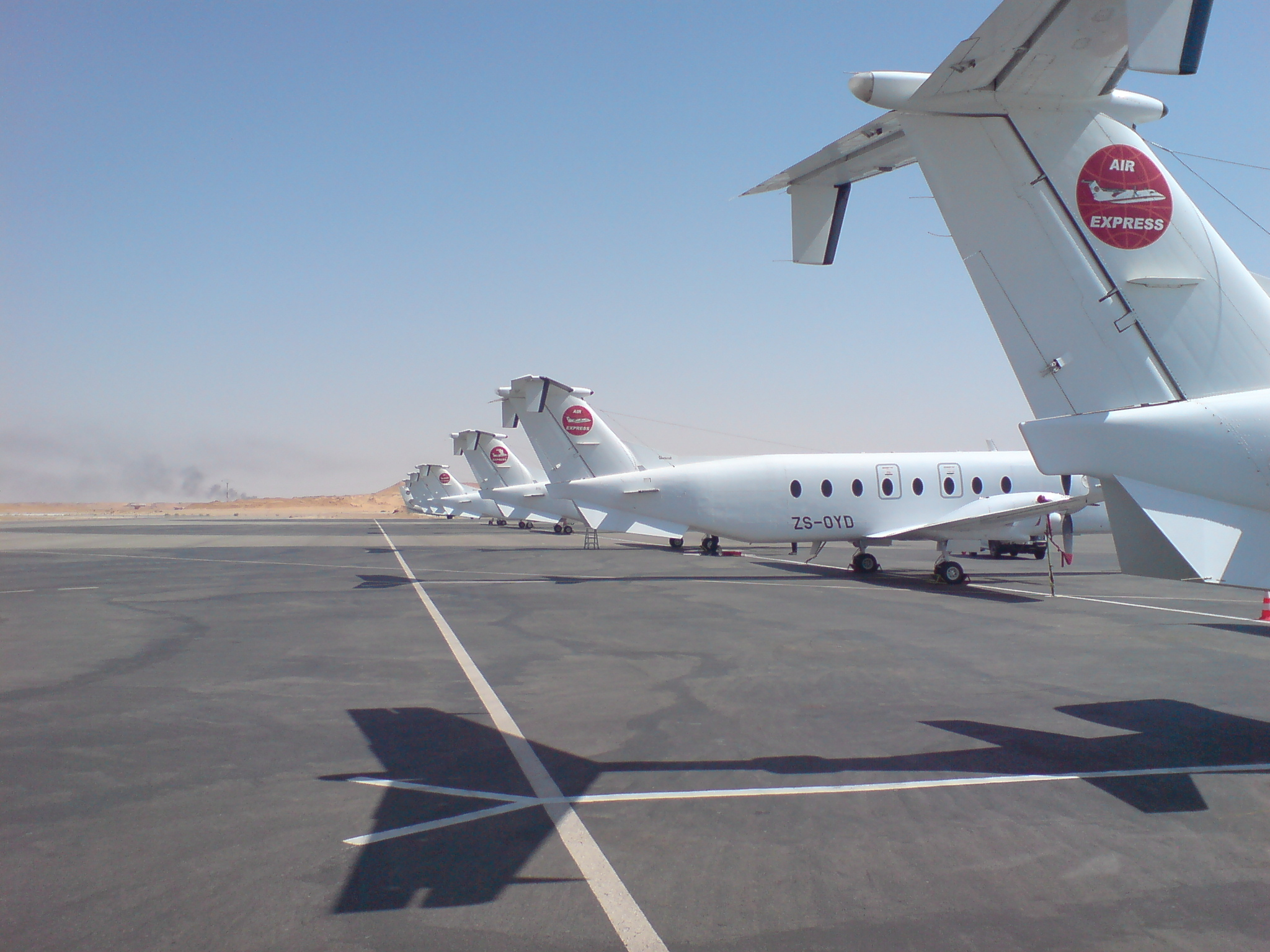
شعار الشركة

## وصلات خارجية
- الموقع الرسمي لشركة